# Gianfranco Di Pietro
Gianfranco Di Pietro (Lugo, 12 giugno 1935 – Firenze, 2 dicembre 2022) è stato un architetto e urbanista italiano.

## Biografia

### Attività professionale
Architetto e docente universitario presso l'Università degli studi di Firenze, allievo e assistente di Edoardo Detti, Gianfranco Di Pietro si è occupato soprattutto di centri storici, realizzando numerosi piani (Lugo, Sansepolcro, Montevarchi, San Giovanni Valdarno, Arezzo). Come urbanista ha lavorato alla pianificazione comunale e territoriale (da Pietrasanta ad Anghiari, dal comprensorio fiorentino alle province di Siena e Arezzo) e progettato vari quartieri residenziali. Ha partecipato (con Edoardo Detti e Vittorio Gregotti) al Concorso internazionale per la sistemazione dell’Università di Firenze (progetto 1º classificato) e realizzato progetti per il Nuovo Polo scientifico dell’Università degli studi di Firenze e per il Polo multifunzionale di Castello.

### Biblioteca e archivio personale
Nel 2013 è stato donato alla sede di Architettura della Biblioteca di Scienze Tecnologiche, Università degli Studi di Firenze un fondo appartenente a Gianfranco Di Pietro composto da 205 faldoni di materiale preparatorio relativo all’attività professionale e 65 tubi di elaborati grafici.